# Circolo Canottieri Ortigia
Cet article concerne club de natation et de water-polo. Pour club de handball, voir CC Ortigia Siracusa.
Le Circolo Canottieri Ortigia 1928 est un club de natation et de water-polo de Syracuse en Italie. Cette section fait partie du club omnisports fondé en 1928.

## Historique
Le club a son origine en 1928 dans la pratique de l'aviron, ainsi que de la natation sportive.
Le water-polo est pratiqué en championnat de série C à partir de juillet 1949 avec une équipe nommée L'Archia puis devenue rapidement l'Aretusa et enfin Ortigia,.
Dans les années 2000, l'équipe féminine remporte deux trophées de la Ligue européenne de natation, la seconde coupe d'Europe des clubs.

## Palmarès water-polo féminin
- 2 trophées de la Ligue européenne de natation : 2004 et 2005[4].